# Robert Berdella
Robert Berdella (31. januar 1949 – 8. oktober 1992) var en amerikansk seriemorder i Kansas City, Missouri, USA, der voldtog, torturerede og dræbte mindst seks mænd mellem 1984 og 1987.

## Forbrydelser
Berdella blev pågrebet i foråret 1988, efter at et offer, han havde tortureret, undslap. Berdella havde ført en detaljeret dagbog i forbindelse med sine ugerninger og taget et stort antal polaroid-billeder af sine ofre. Billederne blev konfiskeret af Kansas politi, og er stadig i deres besiddelse. 
Berdella hævdede, at han forsøgte at "hjælpe" nogle af sine ofre, ved at give dem antibiotika, efter at have tortureret dem. Han begravede bl.a. et offers kranium i sin baghave, og anbragte parterede legemsdele i skraldet for senere afhentning. 
Berdella angav, at film-versionen af John Fowles bog "The Collector", hvor hovedperson bortfører og holder en ung kvinde i fangenskab, havde været hans inspiration til forbrydelserne, da han var teenager.

## Beskæftigelse
Berdella ejede og drev en lille nyhedsbutik i Westport-marked og en Bar & Grill i Kansas City, Missouri.

## Død
Berdella døde af et hjerteanfald i fænslet, hvor han var indsat i 1992, efter at have skrevet et brev til sin præst, hvori han påstod, at fængselspersonelet ikke gav ham hjertemedicin. Hans død blev aldrig undersøgt yderligere. 

## Film
Northeast Film Group har planlagt at frigive en film i 2009, baseret på historien om Robert Berdella.